# Arroyo Grande (Kalifornia)
Arroyo Grande város az USA Kalifornia államában, San Luis Obispo megyében. Lakosainak száma 18 441 fő (2020. április 1.).

## Népesség
A település népességének változása:
| Lakosok száma | 17 252 | 17 716 | 18 441 |
|               | 2010   | 2013   | 2020   |